# خدمات شخصی
خدمات شخصی (انگلیسی: Personal Services) یک فیلم در ژانر کمدی و زندگی‌نامه‌ای به کارگردانی تری جونز است که در سال ۱۹۸۷ منتشر شد.

## بازیگران
- جولی والترز
- شارلوت الکساندرا
- شرلی استلفوکس
- آلک مک‌کاون
- بنجامین ویترو
- ایان مک‌نیس
- جان شاراپنل
- ایوان هوپر
- آرتور وای‌براو